# Hapithus cucurucho
Hapithus cucurucho är en insektsart som beskrevs av Otte, D. och Perez-gelabert 2009. Hapithus cucurucho ingår i släktet Hapithus och familjen syrsor. Inga underarter finns listade i Catalogue of Life.